# Rafaela, Argentina

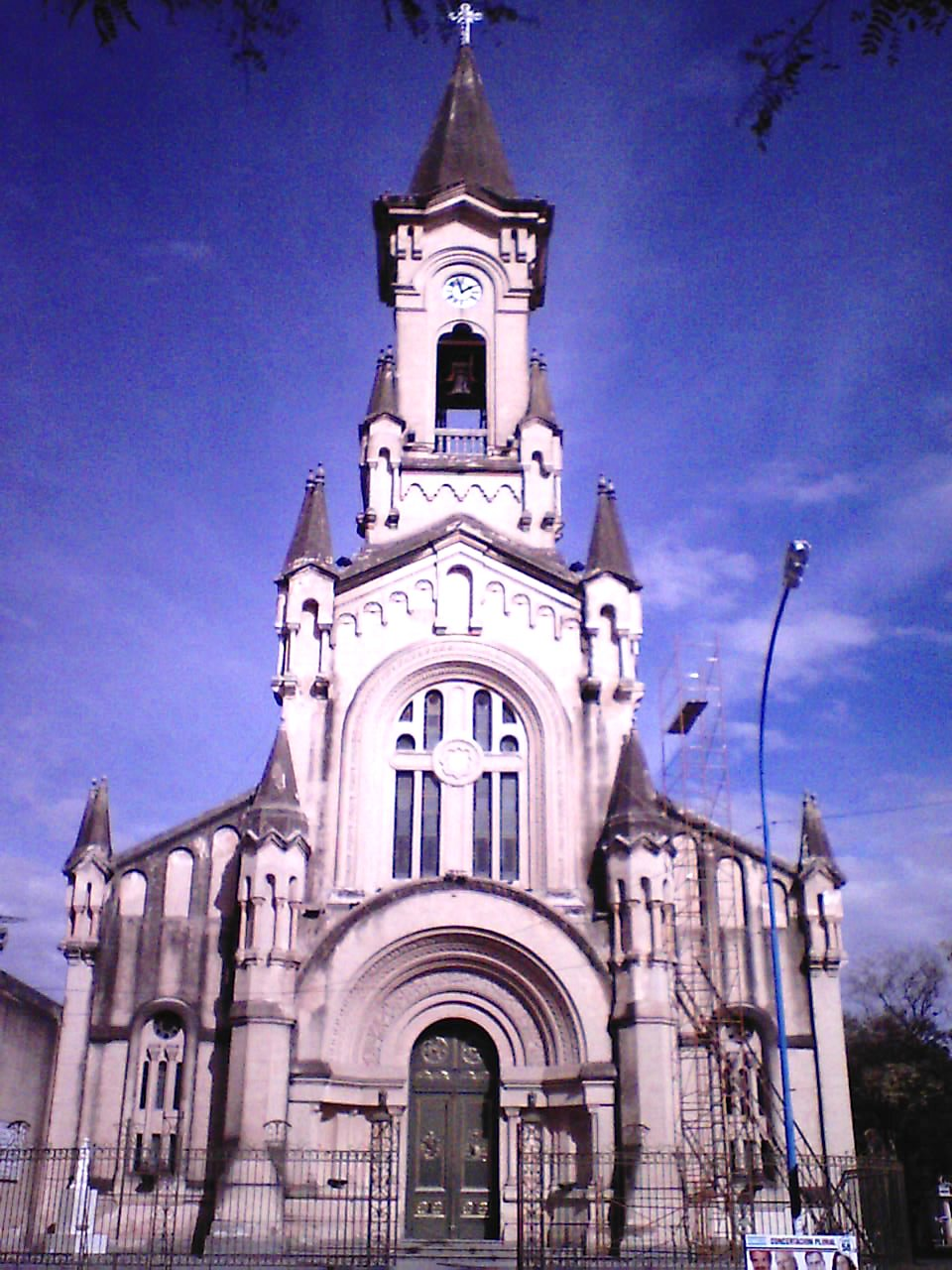
St. Raphaelkatedralen

Rafaela är en stad i provinsen Santa Fé, Argentina, med ungefär 110 000 invånare år 2023.